# Lista de portos de Angola
Esta é uma lista de portos, terminais portuários ou, simplesmente, terminais de serviços aquaviários de Angola.

## Portos marítimos ou oceânicos
- Porto de Benguela;
- Porto da Baía Farta;
- Porto de Cabinda;[1][2]
- Porto de Capossoca;[3]

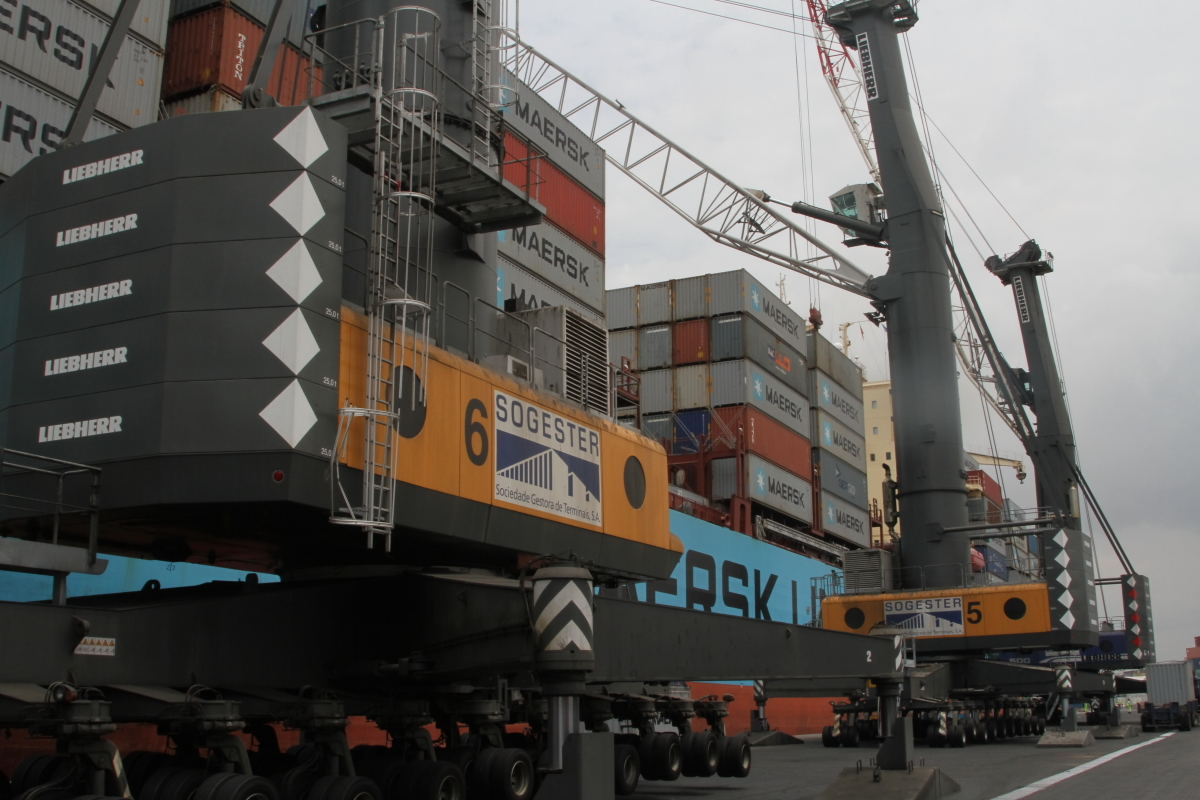
Com os seus 249 metros e uma capacidade de 4.500 TEU's, o Maersk Cape Coast é o maior navio porta-contentores de sempre a atracar num porto angolano. Registro de 14 de novembro de 2012, no porto de Luanda.

- Porto do Cuanza Sul (Porto Amboim);[1]
- Porto do Cuio;
- Porto do Dande;[4]
- Porto do Lobito;[1][2]
- Porto de Luanda;[1][2]
- Porto das Luciras;
- Porto do Namibe (Moçâmedes);[1][2]
- Porto da Samba;
- Porto de Tômbua.

## Portos fluviais, estuarinos e fluviomarítimos

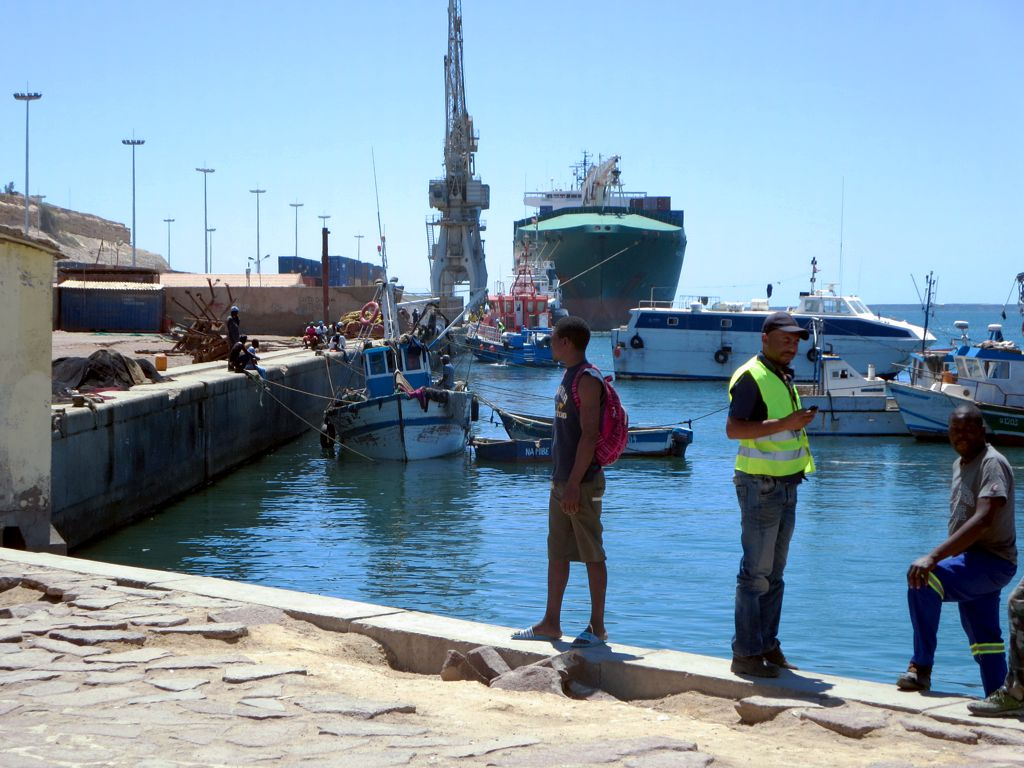
Diversas embarcações e operários do porto do Namibe, em 6 de abril de 2015.

- Porto de Ambriz;[1]
- Porto de Bom Jesus do Cuanza;
- Porto do Calumbo;
- Porto do Dondo;
- Porto de Lumbala Caquengue;
- Porto da Muxima;
- Porto de Nezeto;
- Porto de Nóqui;[5]
- Porto de Pedra de Feitiço;
- Porto do Soyo.[1][2]